# Táxon

A estrutura hierárquica da classificação científica usada em biologia.

Táxon (plural taxa, em latim, ou táxons, aportuguesado) é um grupo de uma ou mais populações de um organismo ou organismos vistos por taxonomistas para formar uma unidade. Embora nenhum dos dois seja obrigatório, um táxon é geralmente conhecido por um nome particular e recebe uma classificação particular, especialmente se e quando for aceito ou se tornar estabelecido. É muito comum, no entanto, que taxonomistas permaneçam em desacordo sobre o que pertence a um táxon e os critérios usados para inclusão, especialmente no contexto da nomenclatura baseada em postos ("lineana") (muito menos sob a nomenclatura filogenética). Se um táxon recebe um nome científico formal, seu uso é então regido por um dos códigos de nomenclatura que especificam qual nome científico é correto para um determinado agrupamento.
As tentativas iniciais de classificar e ordenar organismos (plantas e animais) foram presumivelmente estabelecidas na pré-história por caçadores-coletores, como sugerido pelas taxonomias populares bastante sofisticadas. Muito mais tarde, Aristóteles, e mais tarde ainda, cientistas europeus, como Magnol, Tournefort e o sistema de Carl Lineu em Systema Naturae, 10ª edição (1758),, bem como um trabalho inédito de Bernard e Antoine Laurent de Jussieu, contribuiu para este campo. A ideia de um sistema unitário de classificação biológica foi amplamente disponibilizada pela primeira vez em 1805 na introdução de Flore françoise de Jean-Baptiste Lamarck e Principes élémentaires de botanique de Augustin Pyramus de Candolle. Lamarck estabeleceu um sistema para a "classificação natural" das plantas. Desde então, os sistematas continuam a construir classificações precisas que abranjam a diversidade da vida; Hoje, um táxon "bom" ou "útil" é comumente considerado como aquele que reflete relações evolutivas.
Muitos sistematas modernos, como os defensores da nomenclatura filogenética, usam métodos cladísticos que exigem que os táxons sejam monofiléticos (todos descendentes de algum ancestral). Sua unidade básica, portanto, o clado é equivalente ao táxon, assumindo que os táxons devem refletir relações evolutivas. Da mesma forma, entre os taxonomistas contemporâneos que trabalham com a nomenclatura tradicional linneana (binomial), poucos propõem táxons que eles sabem ser parafiléticos. Um exemplo de um táxon estabelecido há muito tempo que não é também um clado é a classe Reptilia, os répteis; aves e mamíferos são descendentes de animais tradicionalmente classificados como répteis, mas nenhum deles está incluído na Reptilia (aves são tradicionalmente colocadas na classe Aves, e mamíferos na classe Mammalia).

## História
O termo táxon foi usado pela primeira vez em 1926 por Adolf Meyer-Abich para grupos de animais, como uma formação secundária da palavra taxonomia; a palavra taxonomia havia sido cunhada um século antes a partir dos componentes gregos τάξις (táxis), que significa "arranjo", e νόμος (nómos), que significa "método". Para as plantas, foi proposto por Herman Johannes Lam em 1948, e foi adotado no VII Congresso Internacional de Botânica, realizado em 1950.

## Definição
O glossário do Código Internacional de Nomenclatura Zoológica (1999) a
- "táxon, (pl. taxa), n.

Uma unidade taxonômica, nomeada ou não: ou seja, uma população, ou grupo de populações de organismos que são geralmente inferidos como filogeneticamente relacionados e que têm caracteres em comum que diferenciam (q.v.) a unidade (por exemplo, uma população geográfica, um gênero, uma família, uma ordem) de outras unidades desse tipo. Um táxon engloba todos os táxons incluídos de classificação inferior (q.v.) e organismos individuais. [...]"